# Wąpielsk (gromada 1972)
Wąpielsk (do 31 XII 1971 Radziki Duże) – dawna gromada, czyli najmniejsza jednostka podziału terytorialnego Polskiej Rzeczypospolitej Ludowej w latach 1954–1972.
Gromady, z gromadzkimi radami narodowymi (GRN) jako organami władzy najniższego stopnia na wsi, funkcjonowały od reformy reorganizującej administrację wiejską przeprowadzonej jesienią 1954 do momentu ich zniesienia z dniem 1 stycznia 1973, tym samym wypierając organizację gminną w latach 1954–1972.
Gromadę Wąpielsk z siedzibą GRN w Wąpielsku utworzono 1 stycznia 1972 w powiecie rypińskim w woj. bydgoskim w związku z przeniesieniem siedziby GRN gromady Radziki Duże z Radzik Dużych do Wąpielska i przemianowaniem jednostki na gromada Wąpielsk. Równocześnie do gromady Wąpielsk włączono sołectwa Długie Pierwsze i Długie Drugie ze zniesionej gromady Strzygi w tymże powiecie.
Gromada przetrwała do końca 1972 roku (dokładnie jeden rok), czyli do kolejnej reformy gminnej. 1 stycznia 1973 w powiecie rypińskim reaktywowano zniesioną w 1941 roku gminę Wąpielsk.
Uwaga: Gromada Wąpielsk (o innym składzie) istniała także w latach 1954–1968.